# Люліконазол
Луліконазол, який продається під торговою маркою Luzu серед інших, є ліками, які використовуються для лікування мікозу стопи, свербіння та стригучого лишаю. Його наносять на уражену ділянку.
Поширені побічні ефекти: свербіж і біль. Інші побічні ефекти можуть включати контактний дерматит. Безпека під час вагітності та годування груддю невідома. Він належить до сімейства імідазолів.
Луліконазол схвалений для медичного використання в Сполучених Штатах у 2013 році. Станом на 2021 рік у Сполучених Штатах 60-грамовий тюбик крему коштує близько 490 доларів США.